# Koło Parlamentarne PPS
Koło Parlamentarne Polskiej Partii Socjalistycznej (KP PPS) – koło parlamentarne istniejące w latach 1994–1997 w Sejmie II kadencji oraz w latach 2021–2023 w Sejmie IX kadencji i Senacie X kadencji.

## Sejm II kadencji
Koło istniało od 10 marca 1994 do 20 października 1997, powstało wskutek wykluczenia z Klubu Parlamentarnego Sojuszu Lewicy Demokratycznej za głosowanie wbrew dyscyplinie przeciw budżetowi na rok 1994 posłów: Piotra Ikonowicza, Andrzeja Lipskiego oraz Cezarego Miżejewskiego. Po śmierci Andrzeja Lipskiego 1 sierpnia 1996 do koła przystąpiła Maria Walczyńska-Rechmal.
Funkcję przewodniczącego koła pełnił Piotr Ikonowicz, który reprezentował również koło PPS w Komisji Konstytucyjnej Zgromadzenia Narodowego.
Posłowie PPS byli inicjatorami stworzenia „Grupy Ochrony Interesów Pracowniczych” (skupiającej kilkunastu posłów SLD, Unii Pracy i PPS).
W trakcie prac sejmowych zgłosili m.in. inicjatywy ustawodawcze o najmie lokali mieszkalnych (zakazujące eksmisji „na bruk”), pomocy społecznej, przeciwdziałania bezrobociu, zakazie stosowania azbestu, głównym inspektoracie celnym.
Posłowie PPS przewodniczyli: Komisji Nadzwyczajnej do Rozpatrzenia Raportu o Polityce Regionalnej (Cezary Miżejewski – przewodniczący), Komisji Nadzwyczajnej do rozpatrzenia projektu ustawy ratyfikacji konkordatu między Stolicą Apostolską a Rzecząpospolitą Polską (Piotr Ikonowicz – wiceprzewodniczący), Komisji Nadzwyczajnej do spraw kodeksu pracy (Cezary Miżejewski – wiceprzewodniczący), Komisji Nadzwyczajna do rozpatrzenia projektów ustaw lustracyjnych (Piotr Ikonowicz – wiceprzewodniczący).
Koło wydawało nieregularnie biuletyn „Lewica pracownicza”.

## Sejm III kadencji i Senat IV kadencji
W Sejmie III kadencji PPS (której posłem był przez całą kadencję Piotr Ikonowicz – choć posiadała ona jeszcze dwóch innych posłów, którzy w trakcie kadencji odeszli z partii) współtworzyła od listopada 1999 przez niespełna rok koło PPS-RLP (w Sejmie zasiadał w nim Piotr Ikonowicz z Kazimierzem Milnerem i Lechem Szymańczykiem z Ruchu Ludzi Pracy, należeli do niego też senatorowie Jerzy Kopaczewski z PPS i Józef Kuczyński). Wszyscy jego parlamentarzyści zostali wybrani z ramienia SLD.

## Sejm IX kadencji i Senat X kadencji

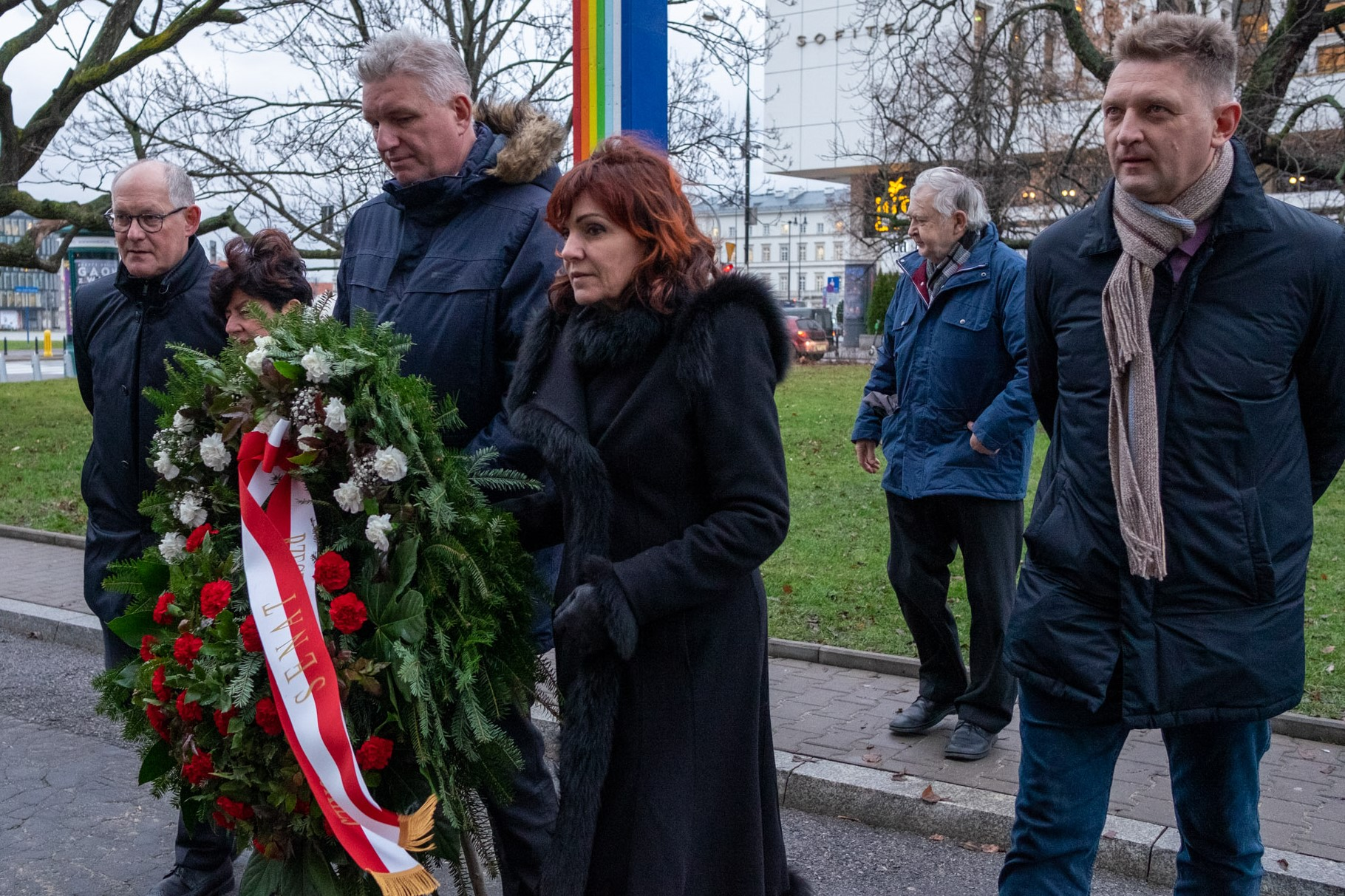
Członkowie Koła Parlamentarnego PPS składają wieniec w 99. rocznicę morderstwa Gabriela Narutowicza, 16 grudnia 2021

14 grudnia 2021 koło parlamentarne Polskiej Partii Socjalistycznej zostało ponownie powołane. Utworzyli je parlamentarzyści, którzy opuścili tego dnia Koalicyjny Klub Parlamentarny Lewicy, tworzony przez polityków, którzy uzyskali mandaty z list SLD. Jego przewodniczącym został szef Rady Naczelnej PPS, senator Wojciech Konieczny. Przystąpili do niego parlamentarzyści odchodzący z Nowej Lewicy – wicemarszałek Senatu Gabriela Morawska-Stanecka oraz posłowie Robert Kwiatkowski i Joanna Senyszyn – a także Andrzej Rozenek, nieprzyjęty wcześniej do NL (został on rzecznikiem prasowym koła). Andrzej Rozenek i Joanna Senyszyn wstąpili tego samego dnia do PPS, natomiast Robert Kwiatkowski i Gabriela Morawska-Stanecka pozostali bezpartyjni. 12 stycznia 2023 nową przewodniczącą koła została Joanna Senyszyn. 5 lutego tego samego roku rada naczelna PPS wycofała zgodę na posługiwanie się przez koło nazwą partii i jej symbolami, w związku z czym w tym samym dniu koło (bez udziału lidera PPS Wojciecha Koniecznego) przekształciło się w Koło Parlamentarne Lewicy Demokratycznej, reprezentujące powołane w 2022 przez zasiadających w kole byłych polityków SLD Stowarzyszenie Lewicy Demokratycznej.